# 합의를 위한 연합

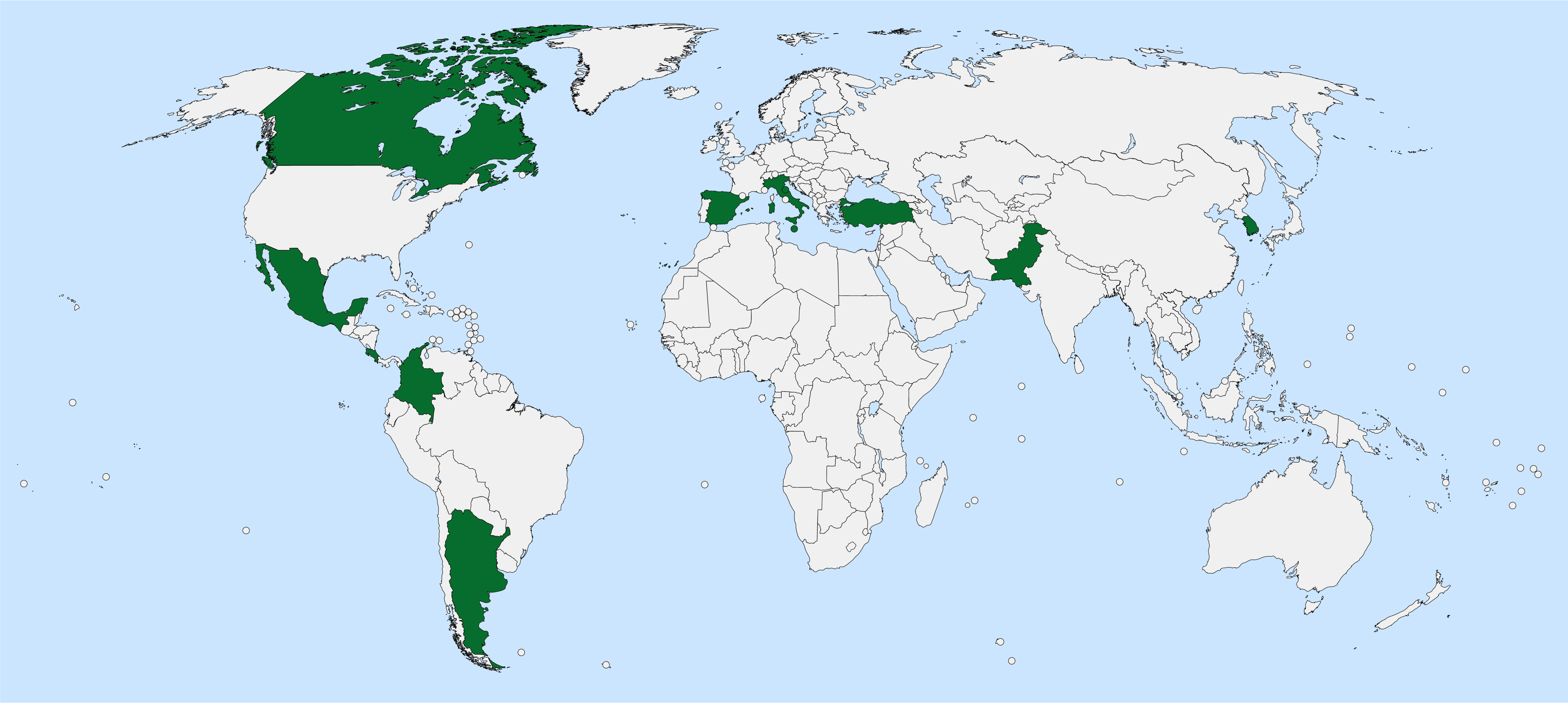
합의를 위한 연합 회원국 (초록)

합의를 위한 연합(Uniting for Consensus, UfC)은 G4에 속하는 국가들의 유엔 안전보장이사회 상임 이사국 진출을 반대하기 위해 설립된 연맹체이다. 별명인 커피 클럽(Coffee Club)으로도 불린다. 이탈리아의 외교관인 프란체스코 파올로 풀치(Francesco Paolo Fulci)가 주도하여 파키스탄, 멕시코, 이집트와 함께 1995년 처음 결성하였으며 곧 다른 국가들이 참가하였다. 

## 역사
이탈리아는 1995년 프란체스코 파올로 풀치(Francesco Paolo Fulci) 대사를 통해 파키스탄, 멕시코, 이집트와 함께 '커피 클럽'을 설립했다. 비상임이사국의 확대를 장려하기를 원하면서, 안보리 상임이사국의 숫자를 늘리려는 제안을 거절함으로써 4개국이 연합했다. 이 4개국에 이어 스페인, 아르헨티나, 튀르키예, 캐나다, 대한민국 등이 합류되었다. 상임이사국의 증가는 회원국들 간의 격차를 더욱 부각시키고, 연쇄적인 효과를 수반하는 일련의 특권의 연장을 초래할 것이라는 것이 그룹의 주장이다. 새로운 상임이사국들은 사실 유엔체제의 여러 특정 기관들에서 특히 유리한 선출 방식의 혜택을 받을 것이다.
2005년 제59차 유엔 총회에서 캐나다, 이탈리아, 파키스탄의 대표들이 이끄는 UfC 그룹은 비상임이사국의 수를 10개국에서 20개국으로 확대하는 것에 초점을 맞춘 제안을 하였다. 비상임이사국은 2년 임기의 총회에서 선출되며, 각 지역 단체의 결정에 따라 즉시 재선될 수 있다. "안보리의 개혁"이라는 제목의 이 문서의 다른 회원국들과 공동 집필자들은 아르헨티나, 몰타, 멕시코, 산마리노, 스페인, 튀르키예에 이름을 올렸다. 비록 이 제안이 받아들여지지 않았지만, 이 계획은 상임이사국인 중국을 포함한 회원국들 사이에 광범위한 공감대를 형성했다.
2009년 4월 20일, UfC 그룹의 대표 역할을 하는 이탈리아가 새로운 개혁 모델을 제공하였는데, 이는 협상 타결을 위한 구체적인 시도로 제시되었다. 이 문서는 여전히 비상임이지만 즉각적인 재선의 가능성 없이 연장된 기간(3~5년 임기)으로 선출된 의석 범주를 만들 것을 제안하였다. 이러한 새로운 종류의 의석은 단일 국가에 할당되는 것이 아니라 순환적으로 지역 그룹에 할당될 것이다. 전통적인 의석 범주에 관한 한 UfC 제안은 변화를 의미하는 것이 아니라 정규 의석 대상 그룹 중 중소 규모의 주들의 도입만을 의미한다. 이 제안은 거부권의 문제까지 포함함으로써 거부권의 적용을 폐지에서 제한하는 것까지 문제에 이르기까지 다양한 선택권을 부여하고 있다.
이탈리아는 지난 라운드에서 아프리카연합 뿐 아니라 G4 제안을 단호히 거부하고 G4 국가들의 불공정 행위까지 비난했다. 이탈리아에 따르면 G4는 "추정 수준의 지지를 바탕으로" UfC 제안을 원내에서 배제하려고 시도하고 있다. 또한 이탈리아는 G4가 2005년 문서에 묶여 있는 동안 2009년 4월 새로운 제안을 내놓음으로써 유연성을 보여주었다고 보고 있다. 이탈리아의 현재 논의에서 적극적인 역할은 정부간 협상이 시작되기 전인 2009년 2월 프랑코 프라티니 외교부 장관이 안보리 개혁을 위한 75개국 이상의 공동 경로를 개발하기 위해 주최한 것이다. 2011년 5월, 로마에서 열린 그룹 회의에 참가한 회원국은 120개국으로 늘어났다.

## 주요 회원국
합의를 위한 연합의 회원국은 다음과 같다.
| 국가       | 무역규모 (백만달러) | GDP (명목) (백만달러) | GDP (PPP) (백만달러) | UN 분담금 | 국방비 (백만달러) | 병력    | 인구        | G8 | G20 | OECD | DAC |
| ---------- | ------------------- | --------------------- | -------------------- | --------- | ----------------- | ------- | ----------- | -- | --- | ---- | --- |
| 이탈리아   | 1,050,100           | 2,198,730             | 1,846,950            | 4.999%    | 34,500            | 293,202 | 60,849,247  | ○  | ○   | ○    | ○   |
| 대한민국   | 1,084,000           | 1,116,247             | 1,554,149            | 2.260%    | 30,800            | 687,000 | 50,004,441  | ×  | ○   | ○    | ○   |
| 캐나다     | 910,200             | 1,736,869             | 1,396,131            | 3.207%    | 24,700            | 68,250  | 34,953,100  | ○  | ○   | ○    | ○   |
| 스페인     | 715,200             | 1,493,513             | 1,413,468            | 3.177%    | 13,984            | 128,013 | 46,163,116  | ×  | ×   | ○    | ○   |
| 멕시코     | 678,200             | 1,154,784             | 1,661,640            | 2.356%    | 4,859             | 267,506 | 112,336,538 | ×  | ○   | ○    | ×   |
| 튀르키예   | 373,800             | 778,089               | 1,073,565            | 0.617%    | 18,687            | 666,576 | 74,724,269  | ×  | ○   | ○    | ×   |
| 아르헨티나 | 136,300             | 447,644               | 716,419              | 0.287%    | 3,179             | 73,100  | 40,117,096  | ×  | ○   | ×    | ×   |
| 파키스탄   | 58,000              | 210,566               | 488,580              | 0.082%    | 5,160             | 617,000 | 180,991,000 | ×  | ×   | ×    | ×   |
| 몰타       | 9,200               | 8,896                 | 10,757               | 0.017%    | 58                | 1,954   | 417,617     | ×  | ×   | ×    | ×   |

## 같이 보기
- 유엔
- G4
- 유엔 안전보장이사회 개혁